# Дубровський Іоан Георгійович
Дубро́вський Іоа́н Гео́ргійович (8 серпня 1876, Сазанове, Рязанська губернія, Російська імперія — 15 березня 1959, Глухівці, Вінницька область, УРСР) — священник, митрофорний протоієрей, гомеопат, настоятель церкви в Глухівцях.

## Біографія
Народився 8 жовтня 1876 року в селі Сезанове Рязанської губернії у родині диякона. Коли ще не виповнилось сім років, залишився сиротою. Виховувався у свого дядька Володимира. Коли виповнилось 22 роки, закінчив Тамбовську духовну семінарію і одночасно отримав фельдшерський диплом. Після призначення дияконом близько двох років служив в церкві м. Тамбова. У 1890 р. переїхав на Україну, де 22 червня 1899 року єпископом Канівський, вікарієм Київської митрополії Сільвестром (Малеванським) був висвячений в священники і призначений на службу до Свято-Покровської церкви с.Панський Міст, Липовецького повіту. У 1901 році переведений на Свято-Михайлівську парафію с.Лиса Гора, Липовецького повіту. У 1910 році призначений настоятелем храму Святої Параскеви с.Глухівці.
За лікарську діяльність та ліквідацію епідемії холери і тифу нагороджений Хрестом. У 1932 р. був безпідставно репресований, засланий на Соловки, а потім працював на будівництві міста Електросталь. Пізніше йому довірили фельдшерську роботу у притабірній лікарні.
У 1936 році у зв'язку з амністією був звільнений, повернувся в Глухівці, де на нього чекала сім'я, деякий час сторожував у колгоспі (церкву забрали під кошару), серйозно займався наукою, геометрією, продовжував лікувати хворих, і з 1941 р. повернувся на службу в церкву, від тоді весь час займав посаду благочинного Козятинського району.
Іоанн Григорович одержав хорошу освіту, володів російською, українською, старослов'янською та грецькою мовами, знав латину. В результаті широкої лікарської діяльності зібрав велику роботу з гомеопатії, надіслав її до Москви в Міністерство охорони здоров'я, запропонував її практичне використання та необхідність відкриття кафедри гомеопатії в одному з інститутів, на що отримав відмову.
Серед багатьох вилікуваних Дубровським людей відомий всьому світові патріарх Московський Алексій I, який неодноразово приїздив до Мітрофорного протоієрея у Глухівці, а з місцевих жителів — отець Олександр, який назавжди позбувся завдяки своєму другові шлункового захворювання.
священника репресували, переслідували за віру — він не відрікся від сану, від віри. Те, що в Глухівцях збереглася церква, саме його заслуга. Йому забороняли лікувати — він лікував, йому забороняли вірити і служити в церкві -вірив і служив. До революції мав доволі багато землі, а не користувався неї. Мав коней і бричку, на яких їздив до хворих. Не минали село епідемії та інші хвороби і його допомога була дуже потрібна. Кам'яна огорожа навколо церкви зроблена на його кошти. Ремонтував церкву теж на свої. Був час, коли лишився без даху над головою, мешкав з сім'єю біля церкви у дзвіниці.

## Нагороди
- набедреник (1908)
- скуфія (1913)
- камілавка (1917)
- наперсний хрест (1920)
- сан протоієрея (1922)
- палиця (1925)
- хрест з прикрасами (1927)
- митра (1947)[1]